# Esmans
 Esmans  es una población y comuna francesa, en la región de Isla de Francia, departamento de Sena y Marne, en el distrito de Provins y cantón de Montereau-Fault-Yonne.

## Demografía
| 562 | 534 | 665 | 722 | 953 | 875 |
| Para los censos de 1962 a 1999 la población legal corresponde a la población sin duplicidades (Fuente: INSEE [Consultar]) |     |     |     |     |     |